# Ёнаит
Ёнаит — редкий минерал, гидрофосфат скандия из группы оверита, скандиевый аналог сегелерита и оверита. Минерал встречен в метасоматически переработанных кальцит-флогопит-клиногумит-магнетитовых рудах в кальцит-доломитовой карбонатитовой зоне штокверка ультрамафитового щелочного комплекса Ковдорского месторождения. Первоначальное и единственное местонахождение: Железный, р-к, Ковдор, Кольский полуостров, Россия. Назван по месту находки у реки Ёна (фин. Juonni) на Кольском полуострове, протекающей вблизи месторождения.

## Химический состав
| Химический элемент | %     | % оксида |
| ------------------ | ----- | -------- |
| Кальций            | 10,32 | 14,44    |
| Магний             | 6,26  | 10,38    |
| Скандий            | 11,58 | 17,76    |
| Фосфор             | 15,95 | 36,55    |
| Водород            | 2,34  | 20,88    |
| Кислород           | 53,56 | —        |